# Hospital Valle Norte
Hospital Valle Norte fue una serie de televisión de drama médico producida por José Frade PC para TVE. Estaba protagonizada por un extenso reparto coral encabezado por Alexandra Jiménez. Fue presentada en el MIM series el 11 de diciembre de 2018 y estrenada el 14 de enero de 2019 en La 1.

## Trama
Paula Díaz (Alexandra Jiménez), una brillante cirujana, llega al prestigioso Hospital Valle Norte, para incorporarse como nueva jefa del Área de Cirugía. Viene decidida a convertir el área quirúrgica que dirigirá en una referencia. Pero para ello deberá tomar algunas decisiones impopulares y polémicas que despertarán los recelos de una plantilla en la que ya se encuentran algunos de los mejores médicos del país, en especial Héctor (José Luis García Pérez), un reputado cirujano que ha desarrollado toda su carrera en el Valle Norte y que aspiraba a conseguir el puesto. Sin embargo, el día a día del hospital y el buen hacer de Paula ante los casos a los que tendrán que enfrentarse, harán que con el paso de las semanas sus compañeros empiecen a verla con otros ojos.

## Reparto

### Personal del hospital

#### Cirujanos/as
- Alexandra Jiménez como Paula Díaz del Pino: Cirujana que llega al hospital para hacerse cargo del Área de cirugía.
- José Luis García Pérez como Héctor Salgado Prieto: Cirujano que en un principio iba a ocupar el cargo de Paula.
- Teresa Hurtado de Ory como Marta de la Hoz: Neurocirujana.
- Gorka Otxoa como Pablo Fuentes Alcorta: Cirujano pediátrico.
- Sergio Mur como Jon Mercero Lion: Cirujano plástico y reconstructivo, cirujano maxilofacial.
- Dani Muriel como José Arriero Cortés: Cirujano.
- Ángela Cremonte como Julia Rubio: Cirujana plástica y reconstructiva, cirujana maxilofacial.

#### Enfermeros/as
- Natalia Sánchez como Juana Martínez: Enfermera
- Pilar Cano como Lola: Enfermera.

#### Técnicos ambulancia
- Rodrigo Poisón como Óscar: Trabaja en la ambulancia que traslada a los pacientes al hospital.

#### Residentes
- Dani Luque como Manuel Bertual: Médico residente de primer año que llega al hospital.
- Helena Kaittani como Alejandra Tolosa: Médica residente de primer año que llega al hospital.
- Andreas Muñoz como Rodrigo Narváez: Médico residente de primer año que llega al hospital.

#### Jefas, Jefes y altos cargos
- Juan Gea como Gerardo Valle: Director y médico del hospital, lo heredó de su padre.
- Lucía Jiménez como Emma Cuadrado Olivares: Directora financiera del hospital, gestiona la contabilidad del hospital. En realidad se llama Emma Cuadrado pero usa su apellido materno por desprecio a su padre Nicolás (Jaime Blanch).

𝙋𝙖𝙘𝙞𝙚𝙣𝙩𝙚𝙨
- Raúl Roldán Eduardo (Edu) Echegaray Sufre un accidente de helicóptero con sus padres y su abuelo

### Familiares y amigos/as

#### Relacionados con Paula
- Veki Velilla como Alba Ufarte Díaz: Hija de Paula y Marcos.
- Iker Mazón como Samuel: Hijo de Paula y Fernando.
- Gracia Olayo como Rosa del Pino: Madre de Paula y abuela de Alba y Samuel.
- Aitor Merino como Marcos Ufarte: Ex de Paula y padre de Alba.
- Javier Godino como Fernando: Ex de Paula y padre de Samuel.

#### Relacionados con Pablo
- Adriana Torrebejano como Cristina Pérez de Tudela: Novia de Pablo, él le pide matrimonio.

𝙍𝙚𝙡𝙖𝙘𝙞𝙤𝙣𝙖𝙙𝙤𝙨 𝙘𝙤𝙣 𝙃é𝙘𝙩𝙤𝙧
- Gael Flores como  Carlos (Carlitos) Rivera: Hijo pequeño de Héctor

## Temporadas y episodios
| Temporada | Temporada | Episodios | Estreno             | Final               | Audiencia media | Audiencia media | Audiencia media |
| Temporada | Temporada | Episodios | Estreno             | Final               | Espectadores    | Cuota           |                 |
| --------- | --------- | --------- | ------------------- | ------------------- | --------------- | --------------- | --------------- |
|           | 1         | 10        | 14 de enero de 2019 | 18 de marzo de 2019 | 1 297 000       | 8,1%            |                 |

### Primera temporada (2019)
| N.º (serie) | N.º (temp.) | Título                | Director(es)      | Guionista(as)                                             | Fecha de emisión      | Audiencia        |
| ----------- | ----------- | --------------------- | ----------------- | --------------------------------------------------------- | --------------------- | ---------------- |
| 1           | 1           | «Tiempo cero»         | Peris Romano      | Peris Romano, Ángel Obón y Clara Pérez Escrivá            | 14 de enero de 2019   | 1 552 000 (9,5%) |
| 2           | 2           | «Segundo tiempo»      | Peris Romano      | Ángela Obón y Clara Pérez Escrivá                         | 21 de enero de 2019   | 1 293 000 (7,9%) |
| 3           | 3           | «Todos muertos»       | Juanma Pachón     | Peris Romano, Xabi Puerta y Ángela Armero                 | 28 de enero de 2019   | 1 291 000 (7,9%) |
| 4           | 4           | «Viernes noche»       | Juanma Pachón     | Peris Romano, Xabi Puerta, Pablo Barrera y Nicolás Romero | 4 de febrero de 2019  | 1 285 000 (7,8%) |
| 5           | 5           | «Recuérdame»          | Marco A. Castillo | Peris Romano, Bárbara Alpuente y Nicolás Romero           | 11 de febrero de 2019 | 1 228 000 (7,7%) |
| 6           | 6           | «De padres a hijos»   | Marco A. Castillo | Ángela Armero y Carla Pérez Escrivá                       | 18 de febrero de 2019 | 1 278 000 (7,9%) |
| 7           | 7           | «La vida y la muerte» | Juanma Pachón     | Xabi Puerta, Ángela Obón y Maite Pérez Astorga            | 25 de febrero de 2019 | 1 292 000 (7,9%) |
| 8           | 8           | «Fantasmas»           | Juanma Pachón     | Peris Romano y Xabi Puerta                                | 4 de marzo de 2019    | 1 172 000 (7,3%) |
| 9           | 9           | «Ropa sucia»          | Peris Romano      | Peris Romano, Xabi Puerta, Yaiza Berrocal y Cristina Pons | 11 de marzo de 2019   | 1 284 000 (8,3%) |
| 10          | 10          | «La última canción»   | Peris Romano      | Peris Romano y Cristina Pons                              | 18 de marzo de 2019   | 1 293 000 (8,5%) |

### El viaje de un órgano
| Programas emitidos | Programas emitidos | Programas emitidos | Programas emitidos | Programas emitidos |
| N.º                | Fecha de emisión   | Espectadores       | Cuota de pantalla  |                    |
| ------------------ | ------------------ | ------------------ | ------------------ | ------------------ |
| 1                  | 14/01/2019         | 729 000            | 6,5%               |                    |
| 2                  | 21/01/2019         | 614 000            | 5,4%               |                    |
| 3                  | 28/01/2019         | 592 000            | 5,3%               |                    |
| 4                  | 04/02/2019         | 474 000            | 4,5%               |                    |
| 5                  | 11/02/2019         | 467 000            | 4,5%               |                    |
| 6                  | 18/02/2019         | 369 000            | 3,5%               |                    |
| 7                  | 25/02/2019         | 353 000            | 3,3%               |                    |